# Scandium
Le scandium est l'élément chimique de numéro atomique 21, de symbole Sc. Il fait partie des métaux de transition et — avec l'yttrium et les lanthanides — des terres rares. Le scandium est généralement présent à de faibles teneurs parmi les terres rares, mais c'est aussi un élément principal de quelques minéraux rares, notamment découverts en Scandinavie (d'où son nom).
Dans les conditions normales de température et de pression, le corps simple est un métal mou, d'aspect blanc argenté.

## Isotopes
Le scandium possède 25 isotopes de nombre de masse variant entre 36 et 60, et 10 isomères nucléaires connus. Parmi eux, seul 45Sc est stable et constitue l'intégralité du scandium présent dans la nature, faisant du scandium à la fois un élément monoisotopique et un élément mononucléidique. Sa masse atomique standard est de 44,955912(6) u.

## Caractéristiques notables
Le scandium est un élément métallique mou, rare, trivalent, très léger qui devient jaunâtre ou rose lorsqu'il est exposé à l'air. Cet élément a des propriétés chimiques intermédiaires entre celles de l'aluminium et de l'yttrium. L'état d'oxydation le plus commun du scandium est +3.

## Applications
La production mondiale est faible, de l'ordre de quelques tonnes par an, et son prix élevé (10 000 $/kg).
En ajoutant de l'iodure de scandium dans une lampe à halogénure métallique, on obtient une source de lumière spectralement comparable au Soleil (température de couleur de 4 000 K - « blanc neutre ») qui est utilisé comme source lumineuse pour la vidéo de nuit ou en intérieur.

L'isotope radioactif 46Sc, du fait de sa demi-vie courte (84 jours), est utilisé comme marqueur dans les raffineries de pétrole lors du craquage et pour la détection de fuites de canalisations.
Le scandium possédant un point de fusion beaucoup plus élevé que celui de l'aluminium et presque aussi léger (densité 2,9) est étudié pour de possibles applications aérospatiales.
L'URSS a développé largement la production industrielle de scandium et a optimisé un alliage d'aluminium comportant 2 % de scandium, ce qui renforce considérablement les caractéristiques mécaniques de l'aluminium. Cet alliage est couramment utilisé dans les constructions aéronautiques militaires russes. Une propriété complémentaire de cet alliage est qu'il est soudable alors que ce n'est pas le cas d'un alliage aluminium-lithium (en) développé en Occident à la même époque (ce problème est aujourd'hui résolu) pour des caractéristiques mécaniques équivalentes.
Le scandium est le plus puissant des antirecristallisants connus, dans l'aluminium. Cette propriété intéresse actuellement l'industrie aéronautique. On l'utilise à des taux très faibles (inférieurs à 0,5 %) pour, par exemple, conserver une texture fibrée même après de multiples traitements thermiques.
L'oxyde de scandium (Sc2O3) peut servir à protéger des surfaces optiques car il est très dur, résistant, transparent en UV et assez résistant à la corrosion.

## Histoire
Le scandium (latin : scandia→scandinavie) a été découvert par Lars Fredrik Nilson en 1879 lorsque lui et son équipe recherchaient des terres rares. Nilson mit en évidence le nouvel élément par analyse spectrale faite à partir de minerai d'euxénite et de gadolinite. Afin d'isoler l'élément il traita 10 kilogrammes d'euxénite afin d'obtenir 2 grammes d'oxyde de scandium (Sc2O3) très pur.
En 1869, Dmitri Mendeleïev prédit certaines propriétés du scandium qu'il nomma alors ekabore, en utilisant sa loi périodique. Per Teodor Cleve découvrit l'oxyde de scandium à peu près au même moment mais contrairement à Nilson, Cleve montra que le scandium était identique à l'ekabore.
En 1937, pour la première fois du scandium métallique est produit par électrolyse d'un mélange de potassium, de lithium, et d'oxyde de scandium fondu vers 700 à 800 °C.
La première livre de scandium métallique pur à 99 % ne fut pas produite avant 1960.

## Occurrence
Les seules sources de scandium concentré connues sont les minerais de thortveitite, d'euxénite et de gadolinite que l'on trouve en faible quantité en Scandinavie. On ne trouve pas naturellement de scandium métallique. Le scandium est le 23e élément le plus abondant dans le Soleil, mais seulement le 50e sur Terre. On le retrouve distribué de manière uniforme sur Terre dans plus de 800 minéraux. Il représente une grande partie d'un minerai rare, la thortveitite, et on le trouve aussi comme résidu après l'extraction du tungstène de la wolframite.
Le scandium est actuellement principalement un sous-produit de la purification de l'uranium. On l'isole industriellement par réduction du fluorure de scandium en présence de calcium métallique.

## Isotopes
On ne trouve naturellement qu'un seul isotope du scandium le 45Sc. On a découvert 13 autres isotopes dont les plus stables sont le 46Sc avec une demi-vie de 83,79 jours, le 47Sc avec une demi-vie de 3,3492 jours, et le 48Sc d'une demi-vie de 43,67 heures. Les autres isotopes ont tous une demi-vie inférieure à 4 heures et la plus grande partie inférieure à 2 minutes.
Les isotopes du scandium ont une masse atomique variant de 39,978 uma pour le 40Sc, jusqu'à 53,963 uma pour le 54Sc. Le mode de désintégration primaire pour les isotopes avant 45Sc est la capture électronique alors qu'après c'est l'émission béta.

## Précautions / toxicologie
La poudre de scandium métallique est inflammable.

## Dans la fiction
Le scandium est un élément central de l'histoire du Cycle d'Antarès de la bande-dessinée Les Mondes d'Aldébaran du dessinateur Léo.